# 三宮センター街

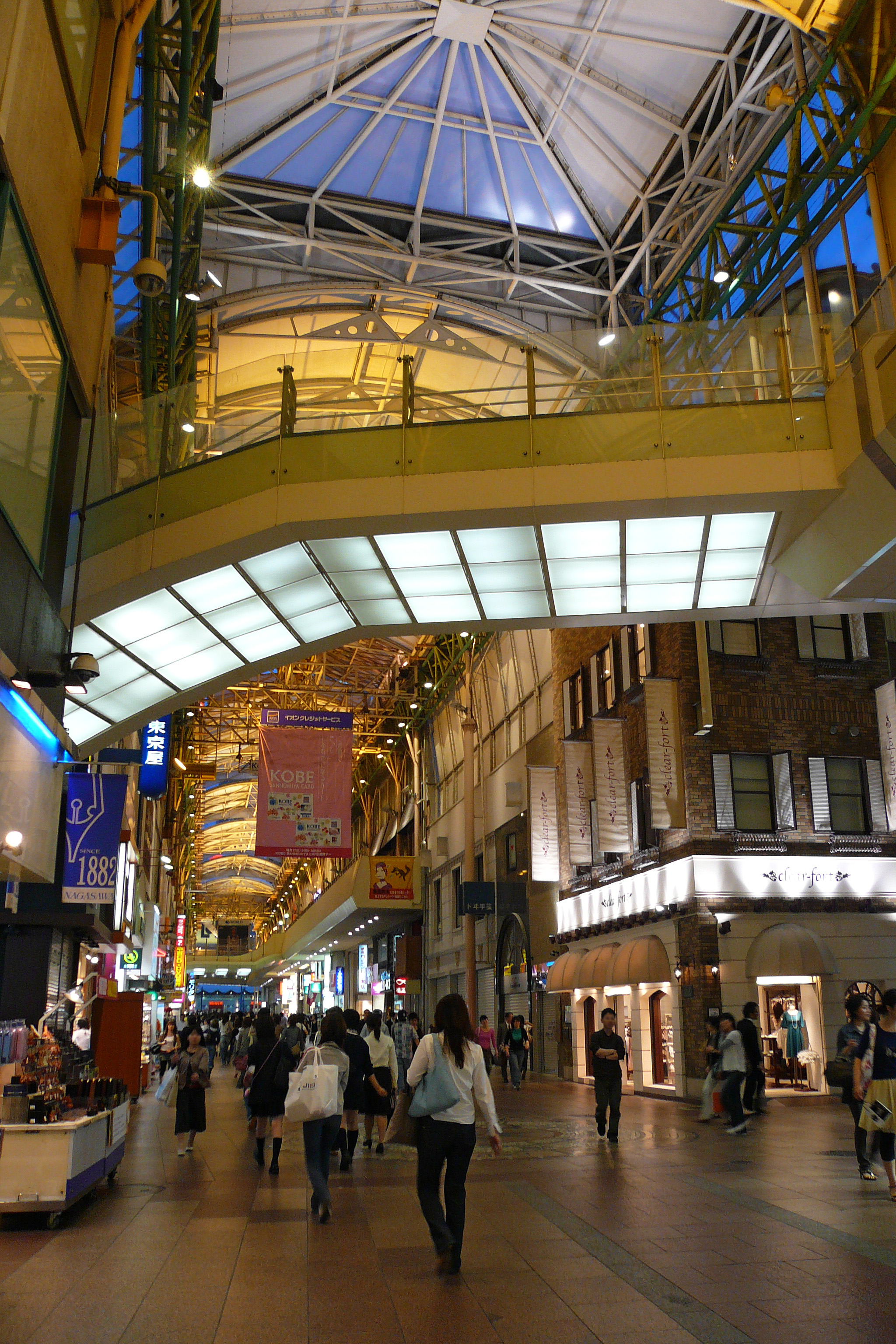
1丁目

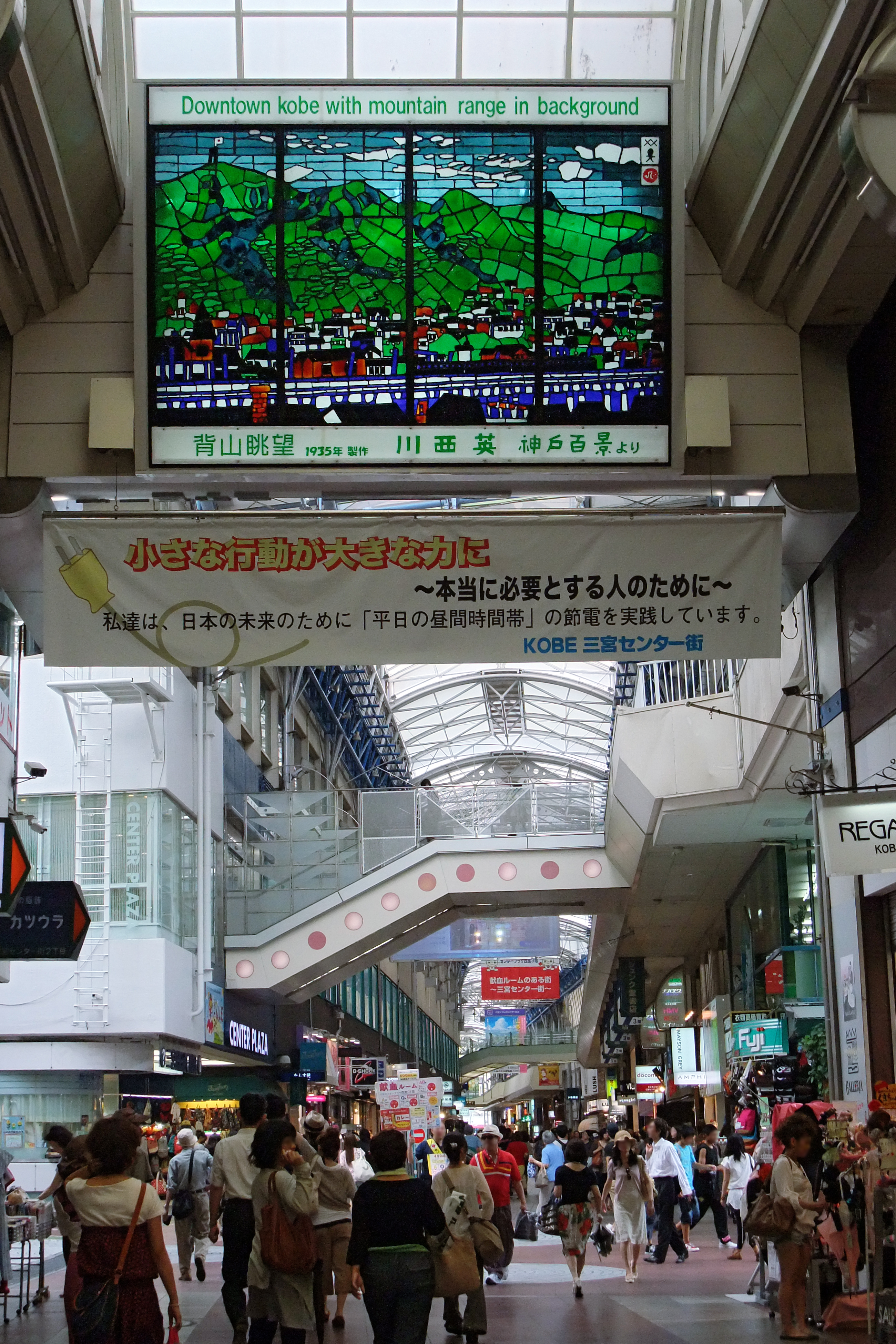
2丁目入口。ゲートのステンドグラスは川西英『背山眺望』

三宮センター街（さんのみやセンターがい）は、兵庫県神戸市中央区三宮町の繁華街にあるアーケード商店街である。フラワーロードと鯉川筋をほぼ東西に結んでいる。

## 概要
神戸最大のターミナル駅のである三ノ宮駅・三宮駅（神戸三宮駅）に近いために、三宮を訪れた人の多くがこの三宮センター街および付近を通るので、大勢の人で賑わう場所となっている。
昨今の郊外型大型専門店（ロードサイド店舗）の乱立で地方の中心市街地の空洞化が社会問題とされる中、この三宮センター街は平日はもとより、休日ともなれば多くの買い物客で賑わっている。ここは、いわゆる「町の商店街」とはタイプが異なる。食料品を中心とする一般の商店の店舗はほとんど無く、手芸用品や高級文房具、全国的に有名な神戸ブランドの洋菓子店、毛皮ブティック、アメリカのギャップの専門店やワールド（本社神戸市）が手がける若者向けのブティック、関西初出店となった神戸マルイ、三宮オーパ（旧・三宮ビブレ）、兵庫県下最大の規模を誇るユニクロ三宮店、大手セレクトショップなどのアパレル、京セラクレサンベールなどの宝石店、大型書店であり本社も構えるジュンク堂などの専門店が多数営業している。
また、アーケードは日本ではめずらしい二階建ての構造になっている。
休日とりわけ年末年始、および神戸ルミナリエ開催期間中の人通りは非常に多く、県下最大の繁華街を形成している。三宮センター街が位置する三宮町は、路線価・公示地価において、2022年時点で兵庫県下で最も地価が高く、公示地価は11年連続で地価最高地点を記録している。
毎年6月1日には兵庫県が定める「善意の日」の記念行事としてパレードが行われる。

## 歴史
三宮センター街の直接の誕生は、終戦直後の1946年、焼け野原となった神戸市街地のなかで三宮駅（三ノ宮駅）前と元町駅前の間にできた店舗群にあるとされる。
国鉄・三宮駅の高架下に今日の「三宮センイ商店街」が、駅の南前（現在の神戸マルイのある一角）には「三宮ジャンジャン市場」が、三宮町一丁目・二丁目地区に今日の「三宮センター街」が、そして、三宮町三丁目地区に「三宮柳筋」（三宮センター街）が誕生した。
1951年、三宮センター街に、よしずを編んだアーケードが張られた（1953年に本格的なアーケードを建造）。その後、1960～1970年代の再開発で誕生したさんプラザ・センタープラザの竣工に合わせて1971年に鉄骨造のモダンなアーケードが完成、LEDによる電光情報表示機を備えた時計「クルルン・ボックル」がお目見えした。また、このころに、三宮柳筋が三宮センター街に編入された。
1995年1月17日の阪神・淡路大震災で、三宮一帯は大きな被害を受ける。三宮センター街においてもとりわけ一丁目地区で大きな被害がでた。アーケードの落下、さんプラザ上層階における倒壊のほか、大型家電量販店や手芸店の建物も解体を余儀なくされた。同年1月19日にはセンター街付近で余震の影響と思われる火災も発生した。また、被災での略奪事件などの発生に対処するためにセンター街の有志で自警組織を作って警備にあたった。
倒壊した一丁目地区のアーケードを取り払うとともに店は徐々に再開。ひとたび雨が降り出すと店は大変であったようであるが、日光がさんさんと差し込むなか営業するセンター街は、震災前よりも一段と明るく、被災地・被災者を活気付けた。軒先にカフェのようなひさしを張って営業する店舗も見られた。1997年に再建復興工事が始まり、取り付け位置が震災前のビル3階屋上相当から4階屋上相当へと高くなり、自然光が多く差し込む開放感のある現在のアーケードが1998年3月に竣工した。
震災10年目の2005年1月17日、復興のシンボルとして220インチの背面照射スクリーン「BOS」(Blue ocean Station) が三宮センター街1丁目に設置された。2013年3月25日には、長さ9.65メートルの遮光シェード「光を運ぶ船」の追加により視認性向上が図られた。シェード製造は気仙沼にある高橋工業。2011年3月完成予定だったが東日本大震災により工場が被災、仮設工場での2年後の完成となった。

## ギャラリー

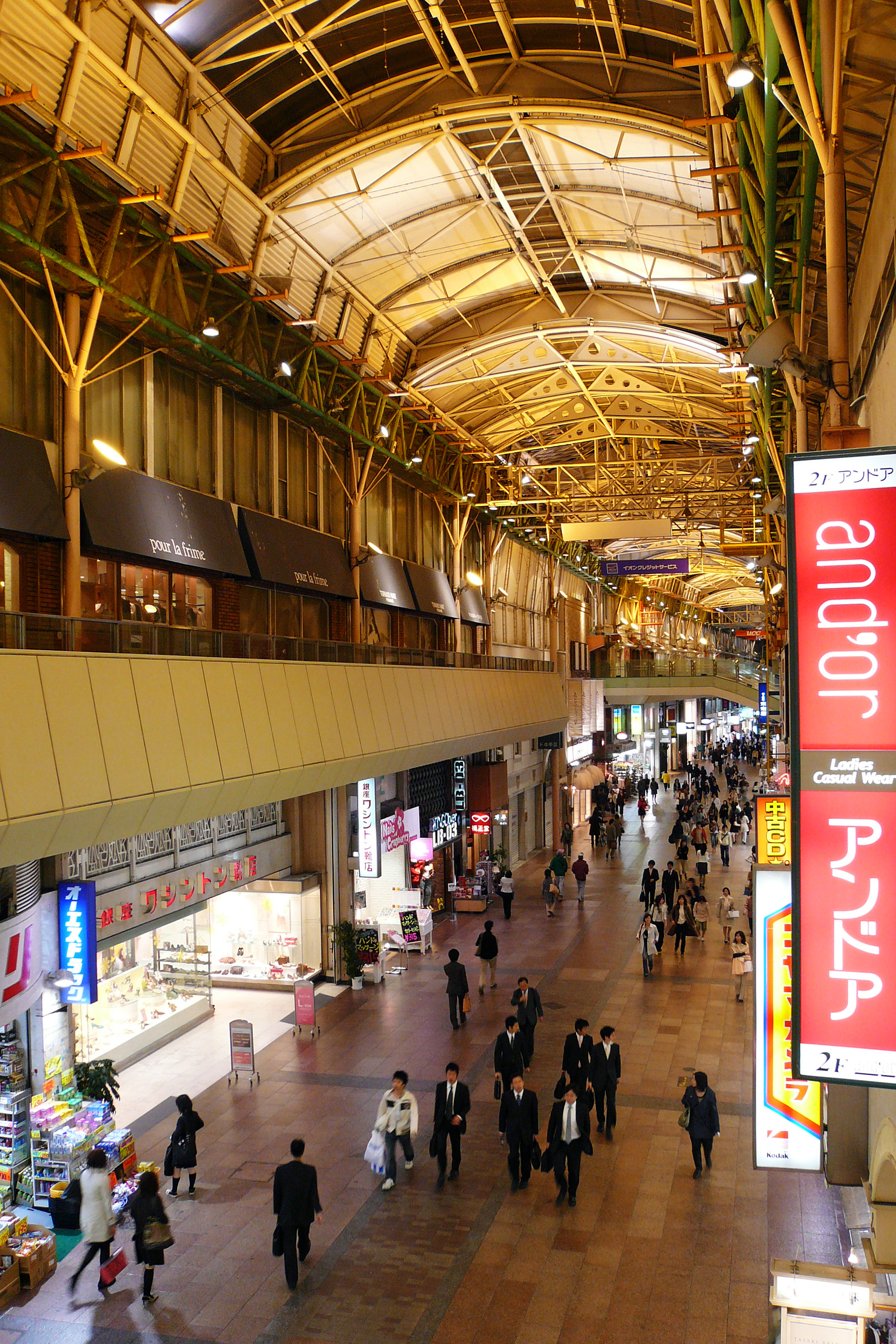
2Fブリッジより
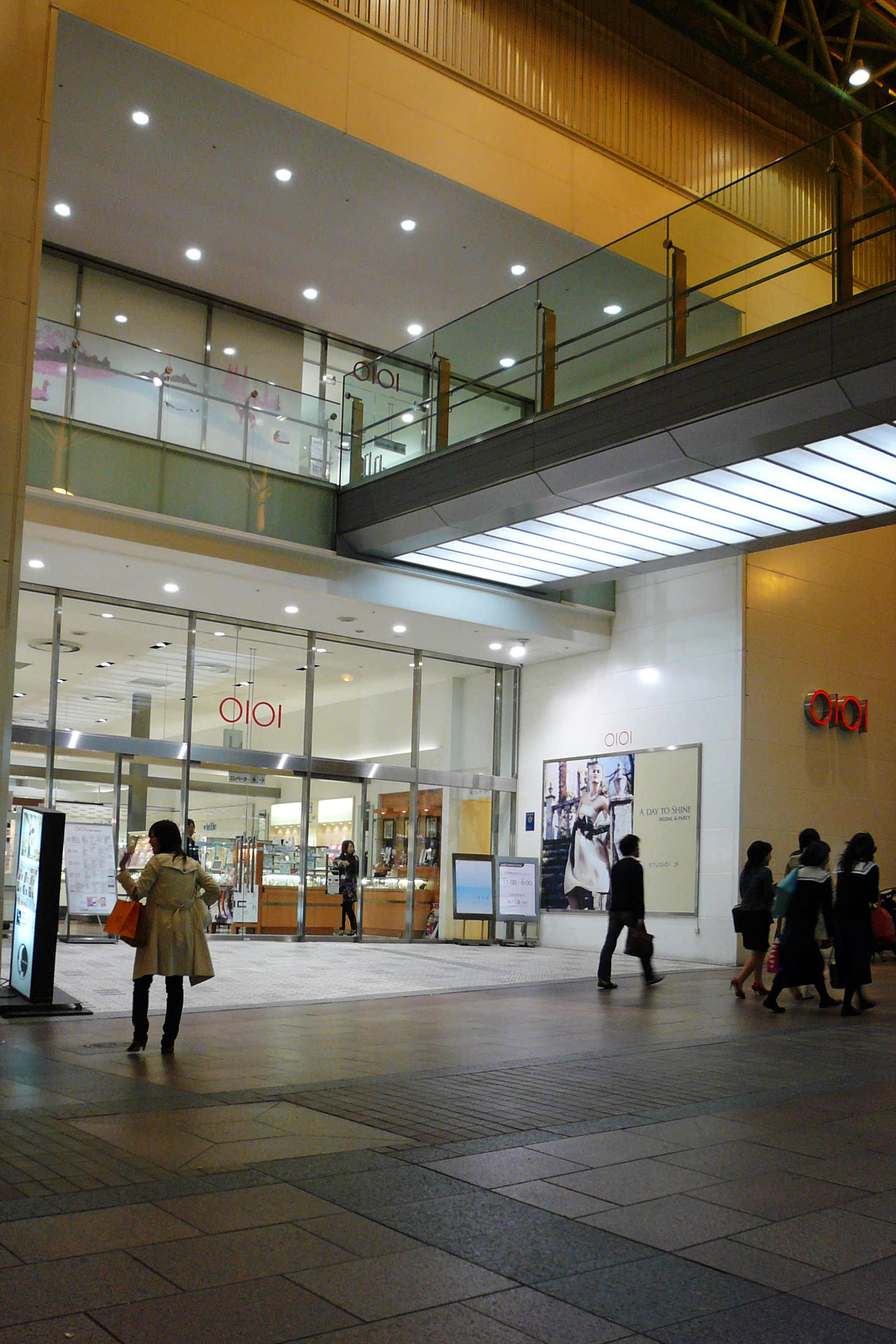
神戸マルイ
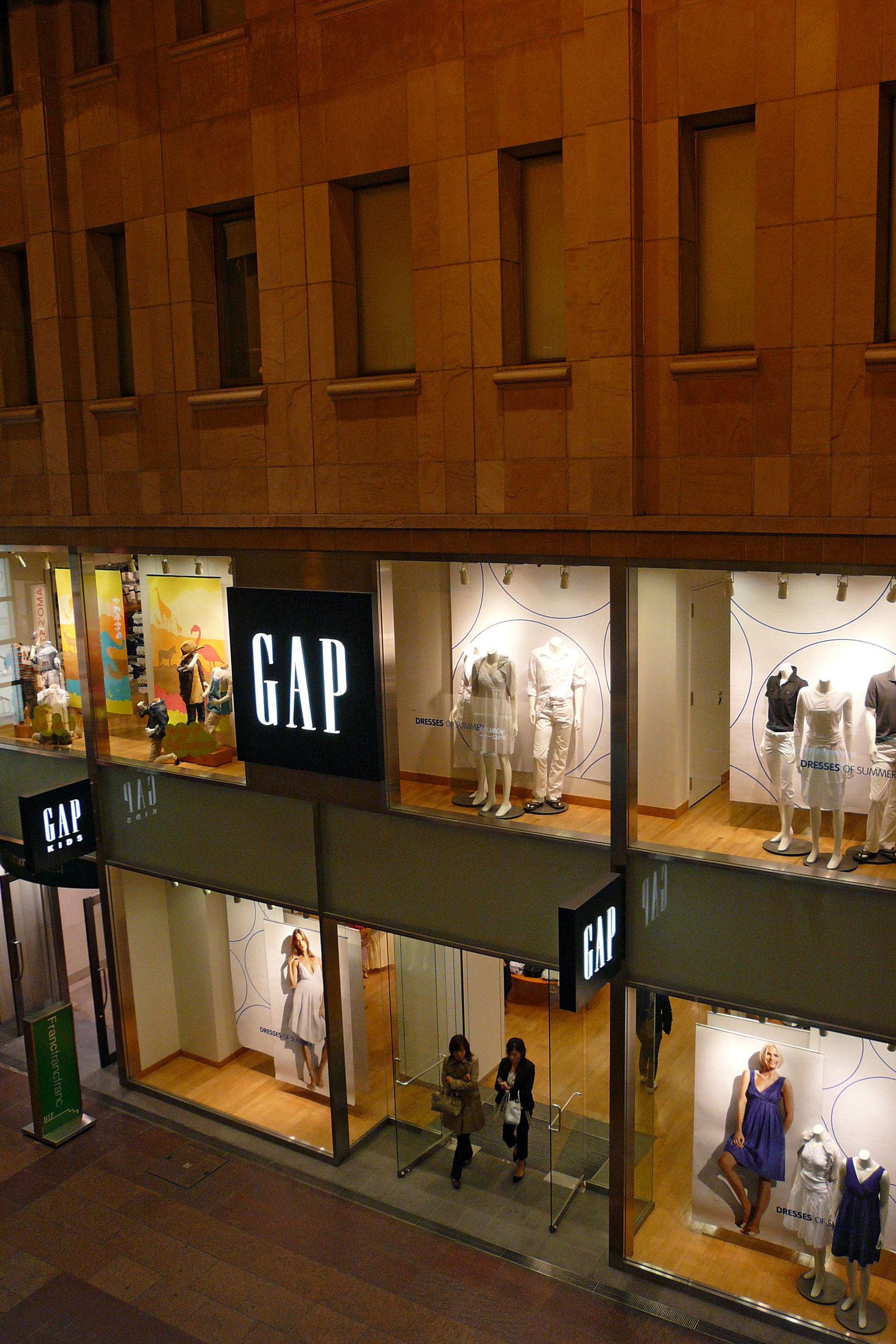
GAP
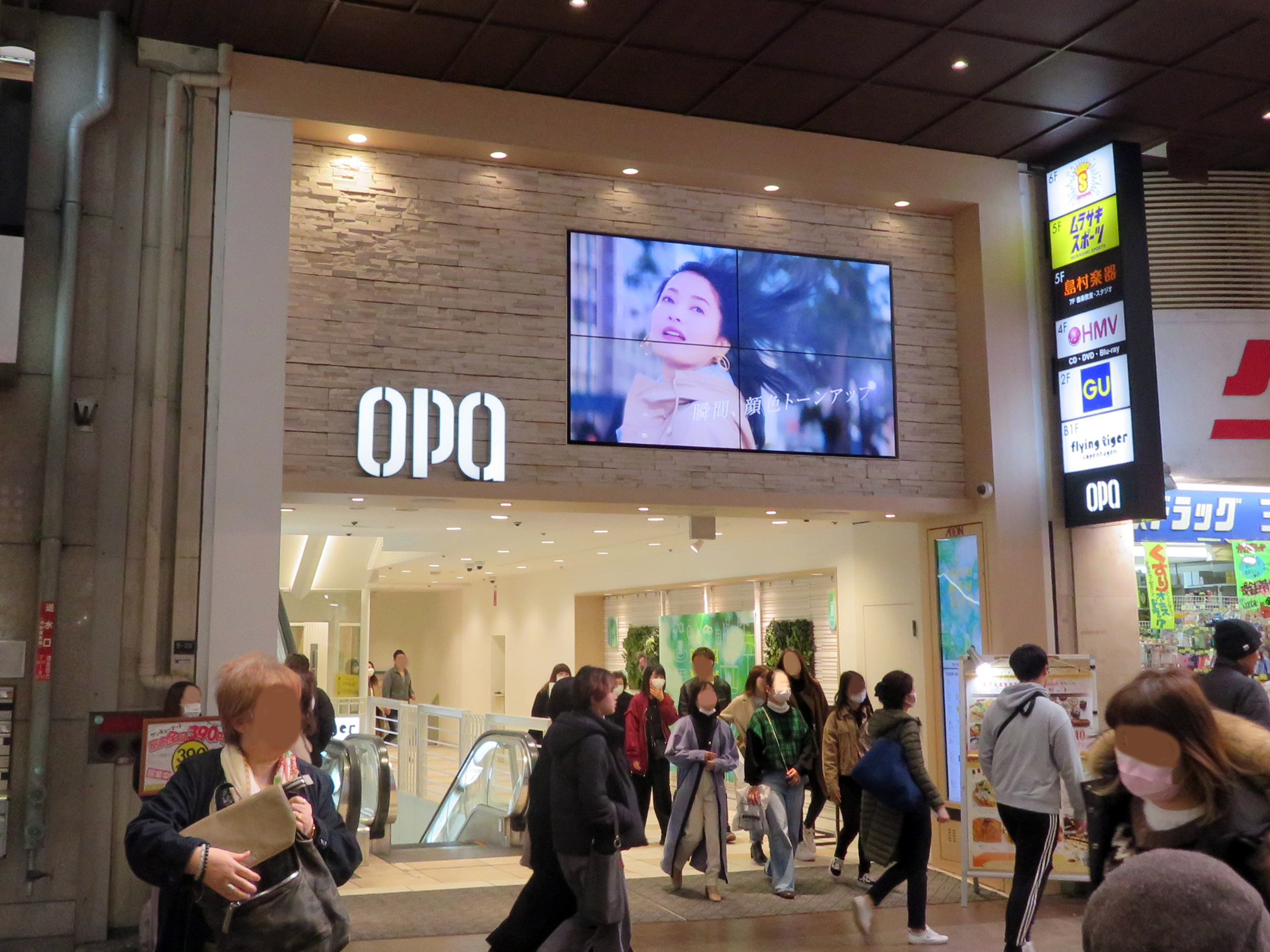
三宮オーパ
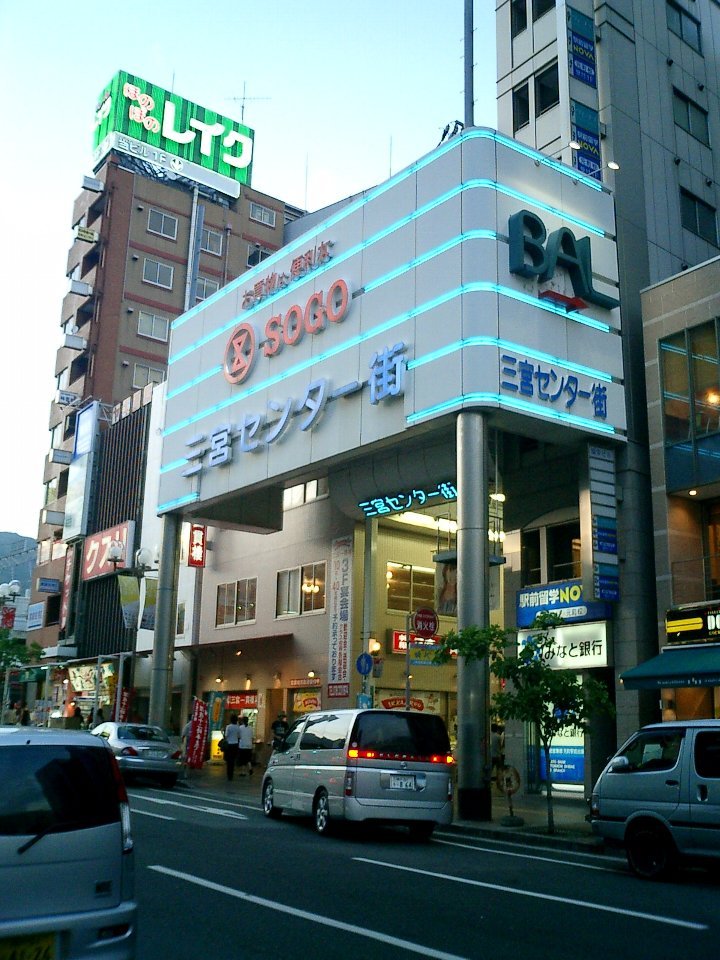
鯉川筋入口
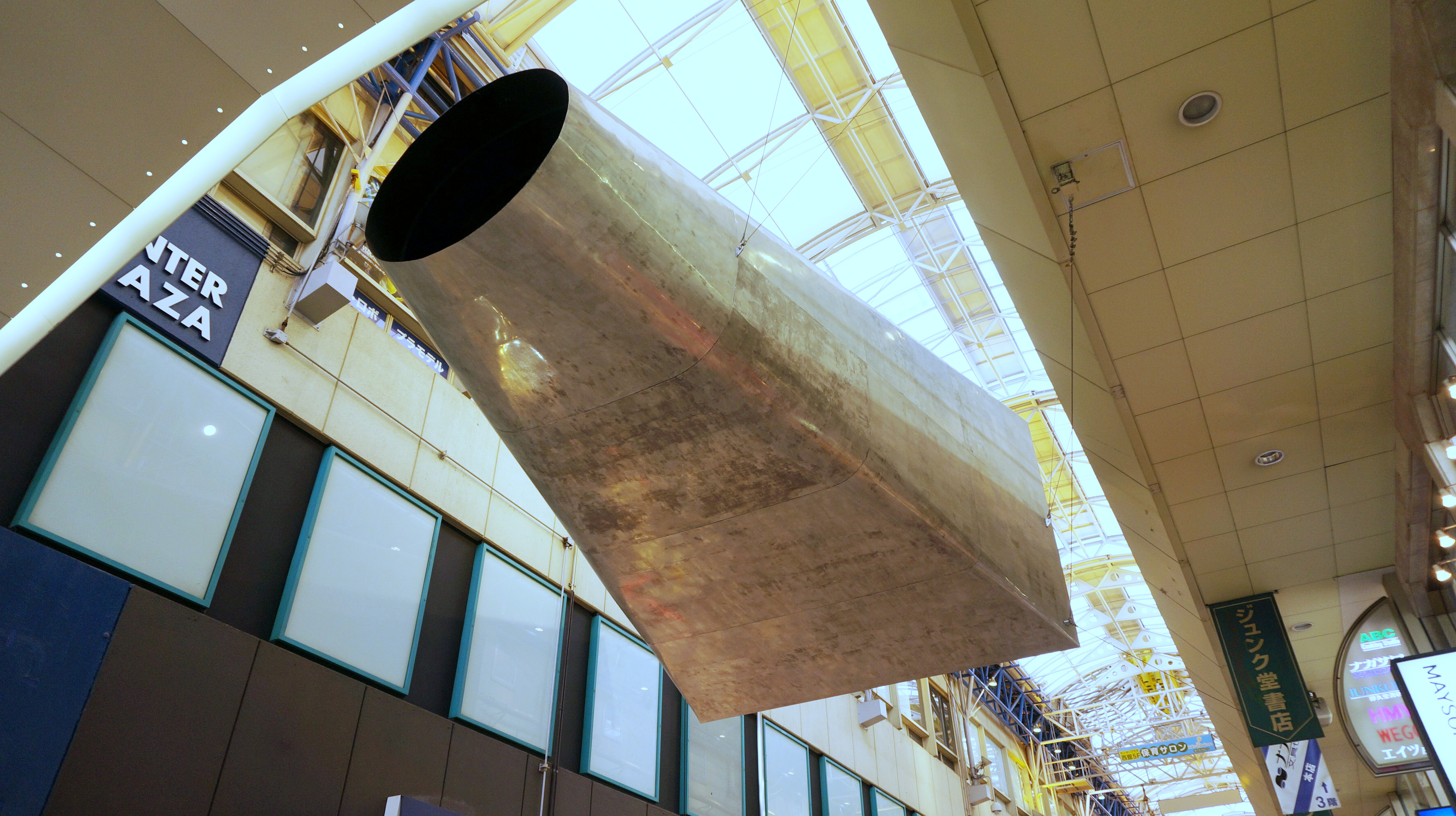
大型スクリーン「BOS」の遮光シェード「光を運ぶ船」(2014年撮影)

## 交通アクセス
- 神戸市営地下鉄海岸線 三宮・花時計前駅 徒歩1分
- 阪神本線 神戸三宮駅 徒歩1分
- 阪急神戸本線 神戸三宮駅 徒歩2分
- 神戸市営地下鉄西神・山手線 三宮駅 徒歩3分
- ポートライナー 三宮駅 徒歩3分
- JR神戸線 三ノ宮駅 徒歩3分